# Priscillina herrmanni
Priscillina herrmanni is een vlokreeftensoort uit de familie van de Priscillinidae. De wetenschappelijke naam van de soort is voor het eerst geldig gepubliceerd in 2006 door d'Udekem d'Acoz.